# Budynek Banku Zachodniego w Warszawie
Budynek Banku Zachodniego – dwupiętrowy budynek biurowy znajdujący się przy ul. Fredry 6 w Warszawie.

## Historia
Budynek wzniesiono w latach 1896–1897 według projektu Józefa Piusa Dziekońskiego, na zlecenie pierwszego właściciela – Hipolita Wawelberga. Bank Zachodni był czwartym pod względem wielkości Bankiem w Królestwie Polskim, a w okresie 1918−1939 był zaliczany do wielkiej szóstki prywatnych banków polskich.
W 1913 zrealizowano (również według projektu Józefa Piusa Dziekońskiego) nowe skrzydło na przedłużeniu oficyny północnej, położonej już na innej działce przy ul. Niecałej 3, gdzie wystawiono ponadto nowy budynek mieszkalny i magazynowy. Inwestorem był Stanisław Rotwand, nowy właściciel banku.
Podczas II wojny światowej Bank Zachodni zakończył swoją działalność, a budynek przejęli Niemcy. Działał tutaj m.in. Klub Niemiecki (Deutscher Club). W czasie powstania warszawskiego Niemcy magazynowali tu amunicję i broń. 
Gmach banku przetrwał wojnę bez większych zniszczeń. Po 1945 roku budynek ulegał stopniowej dewastacji. Wiele ozdobnych elementów wystroju m.in. ozdobna wstęga fryzu, ozdobny daszek nad głównym wejściem czy odboje bramne (tzw. krasnale) zniszczono, bądź zagrabiono. W kwietniu 1946 roku bank utracił licencję i był likwidowany do 1953 roku, po czym został przejęty przez Skarb Państwa.
W 1975 budynek został wpisany do rejestru zabytków.
W 1989 w budynku miał siedzibę sztab wyborczy Komitetu Obywatelskiego „Solidarność”, co upamiętnia odsłonięta w 2020 tablica.

## Charakterystyka
Wysoki cokół budowli wraz z kondygnacją przyziemia pokryty został płytami groszkowanej rustyki. W oknach suteren znajdują się ozdobne kraty, a w ryzalicie zachodnim pomieszczono przejazd bramny. Otwór wejściowy zaopatrzony został w drzwi żelazne z kutymi kratami, zaprojektowano w ryzalicie wschodnim. Wszystkie otwory okienne mają zamknięcia półkoliste. Zworniki okien parteru ozdobione są kobiecymi maskami, okna pierwszego piętra otrzymały oprawy w formie edykułów z kolumienkami kompozytowymi i trójkątnymi przyczółkami, których tympanony wypełnione są motywami muszli. Otwory okienne w ryzalitach tej kondygnacji, dekorowanych na skrajach groszkowaną rustyką ze strzępiami, miały poszerzone kroje i zostały zaopatrzone w balkony z tralkowymi balustradami. Ściany pokryto boniami płytowymi. Okna z trójkątnymi naczółkami, osadzone w ryzalitach drugiego piętra otrzymały takie same balkony. Pozostałe okna tej kondygnacji uzyskały naczółki w formie wycinków koła. Szeroki pas fryzu pod wydatnym gzymsem koronującym rozczłonkowany został wieloma otworami. Pola między okienkami wypełniono motywami festonów i girland.

### Ważniejsze pomieszczenia
- Westybul parteru
- Sala operacyjna
- Sala nowa
- Sala w oficynie zachodniej
- Klatka schodowa oficyny zachodniej
- Główna klatka schodowa
- Westybul pierwszego piętra
- Sala posiedzeń
- Gabinet wschodni
- Westybul drugiego piętra
- Salon